# (17060) Mikecombi
(17060) Mikecombi (1999 GX7) – planetoida z pasa głównego asteroid okrążająca Słońce w ciągu 4,07 lat w średniej odległości 2,55 j.a. Odkryta 9 kwietnia 1999 roku.